# 1964年夏季残疾人奥林匹克运动会英国代表团
1964年夏季残疾人奥林匹克运动会英国代表团是英国派出的1964年夏季残疾人奥林匹克运动会代表团。获得18枚金牌、23枚银牌和20枚铜牌。